# Jan Hendrik Donker Curtius

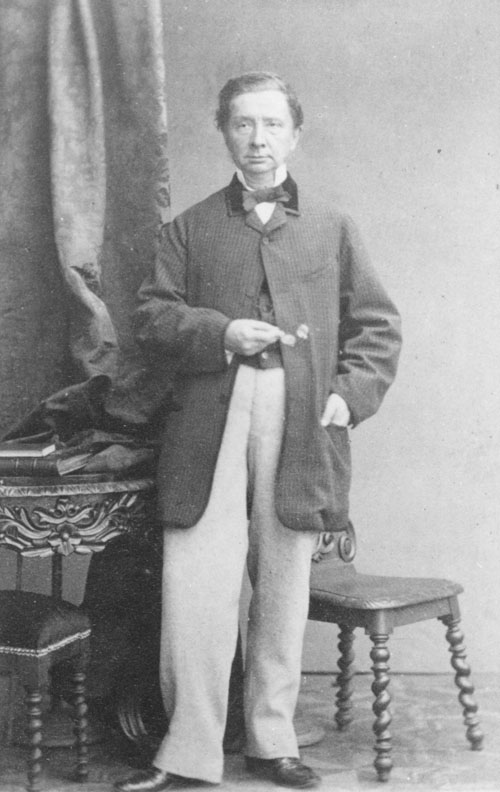
Jan Hendrik Donker Curtius

Jan Hendrik Donker Curtius (geboren 21. April 1813 in Arnheim (Niederlande); gestorben 27. November 1879 daselbst) war der letzte Leiter der niederländischen Handelsstation Dejima in Japan.

## Leben und Wirken
Donker Curtius wurde in Arnhem als Sohn des Theologen Hendrik Herman Donker Curtius geboren. Er wuchs in Arnheim auf, studierte Jura an der Universität Leiden und reiste 
1835 erstmals zum damals niederländischen Java. Dort wirkte er als Richter am Batavia High Court. 1852 wurde er Leiter des niederländischen Handelspostens Dejima in Nagasaki in Japan. Bereits vor Ankunft des amerikanischen Admirals Perry hatte er mit Verhandlungen zum Abschluss eines Japan-Niederlande-Vertrags begonnen. 1855 wurde sein Titel zu „Kommissar der niederländischen Regierung“ aufgewertet. 1856 wurde der Freundschaftsvertrag zwischen Japan und den Niederlanden geschlossen, nachdem dessen Entwurf von 1852 von japanischer Seite nicht akzeptiert worden war.
Donker Curtius fungierte als Repräsentant des Tempels Chōo-ji (長応寺) im Stadtteil Shiba (芝) von Edo. Während seines Aufenthalts in Japan arrangierte er mit der niederländischen Regierung die Entsendung eines Dampfschiffes nach Japan und gründete die „Nagasaki Naval Training School“. Er studierte die japanische Grammatik, sorgte für den Versand offizieller Dokumente von Dejima nach Den Haag. Er sammelte japanische Bücher und förderte Japanstudien in den Niederlanden.